# Russes
Pour les articles homonymes, voir Russe (homonymie).
 (Novembre 2017).
1re rangée : Alexandre Nevski • Dimitri Ier Donskoï • Pierre Ier le Grand • Mikhaïl Glinka • Modeste Moussorgski • Nikolaï Rimski-Korsakov

2e rangée : Piotr Ilitch Tchaïkovski • Dmitri Chostakovitch • Alexandre Pouchkine • Mikhaïl Lermontov • Léon Tolstoï • Fiodor Dostoïevski

3e rangée :  Ivan Tourgueniev • Anton Tchekhov • Anna Akhmatova • Mikhaïl Lomonossov • Dmitri Mendeleïev • Sofia Kovalevskaïa

4e rangée : Ivan Pavlov • Pavel Iablotchkov • Sergueï Korolev • Lioubov Orlova • Lila Kedrova • Youri Gagarine

Le mot français Russes désigne :
- d'une part, selon la constitution de la Russie, le droit du sol et le droit international, l'ensemble des citoyens de la Russie, indépendamment de leur appartenance ethnique ; en russe : Россиянин, pluriel Rossiïanine ;
- d'autre part, selon la définition ethnographique, le droit du sang et l'appartenance à l'ensemble linguistique russe, une ethnie slave orientale d'Europe de l'Est, qui vit principalement en Russie et dans les pays ayant fait partie de l'ex-Empire russe et de l'ex-URSS ; en russe : русские - prononcé rousskiïé.

Même si elle n'est pas toujours comprise et respectée hors du monde russophone, la distinction linguistique entre Rossiïanine (parfois traduit en français par le terme, rare, de « russien ») et rousskiïé (« russe »), correspond à une distinction légale dans les pays ex-soviétiques et ex-satellites de l'URSS entre la citoyenneté selon le droit du sol qui englobe tous les ressortissants d'un pays (Azerbaïdjanais, Kazakhstanais, Russiens…) quelles que soient leurs origines, langues ou croyances, et la « nationalité » au sens ethnique du terme et selon le droit du sang, qui ne concerne que les membres d'un groupe ethno-culturel reconnu par l'ethnographie russe (Azéris, Bachkirs, Juifs, Kalmouks, Komis, Russes, Tatars, Yakoutes…) ; la Chine populaire utilise la même distinction pour ses divers peuples, parmi lesquels les Russes de Chine.
Selon le recensement de 2002, l'ethnie russe constitue plus de 80 % de la population de la Russie.
En linguistique, compte tenu de la polysémie du gentilé « Russes », on préfère désigner les communautés minoritaires russes des autres pays issus de l'ex-URSS par le terme russophones, pour ne pas les confondre avec les citoyens russes. « Russophones » a un sens plus large que « Russes », car une partie des populations autochtones non-russes de ces pays est elle aussi devenue russophone en raison de la russification qui avait fait du russe la langue de communication inter-ethnique (язык межнационального общения).
Comme adjectif, « russes » peut se référer non seulement à tout ce qui provient de l'actuelle Russie, mais aussi de l'ex-URSS, de l'ex-Empire russe, de l'ex-Principauté de Russie, des anciennes principautés slaves orientales et de l'ex-Rus' de Kiev : guerres russo-byzantines, Église russe, communisme russe, zone d'influence russe, astronautique russe, culture russe, musique russe, littérature russe, ballets russes, diaspora russe...

## Population
En tant que groupe ethnique, les Russes sont la plus importante communauté en Europe et l'une des plus nombreuses au monde avec une population de près de 143 millions de personnes en 2012. À peu près 116 millions des membres de cette communauté vivent en Russie et quelque dix-huit millions de plus vivent dans les pays voisins de celle-ci ou ayant fait partie de l'Empire russe puis de l'URSS. Un nombre relativement important de Russes, environ trois millions, vit ailleurs dans le monde, la plupart en Amérique du Nord et en Europe de l'Ouest, mais aussi en Europe de l'Est (centrale), en Asie et ailleurs.
En 1914, les Russes représentaient environ 65 millions de personnes pour 125 millions d'habitants de l'Empire russe.
Selon les résultats du dernier recensement de la population publiés par Rosstat, il y avait en 2021, 105,6 millions de Russes en Russie contre 111 millions lors du recensement de 2010. La réduction s'est élevée à 5,4 millions de personnes. Aujourd'hui, les Russes représentent un peu plus de 70 % de la population de la fédération de Russie.
La population russe continue de vieillir et l'âge médian de la population atteint 41 ans en 2021.

## Religion

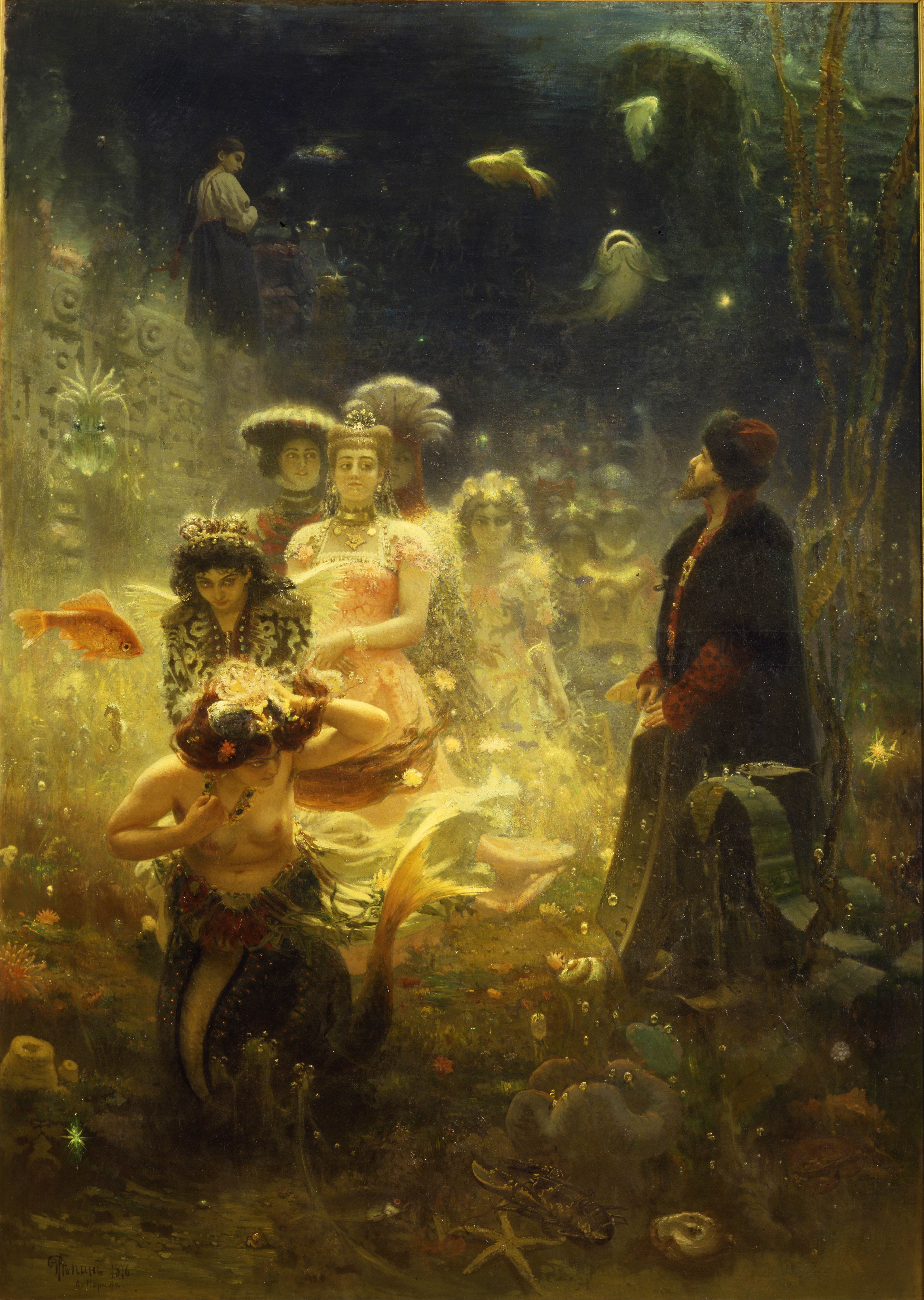
Beaucoup d'artistes russes furent influencés par leur mythologie antique : Sadko dans le règne subaquatique, par Ilia Répine, 1876.

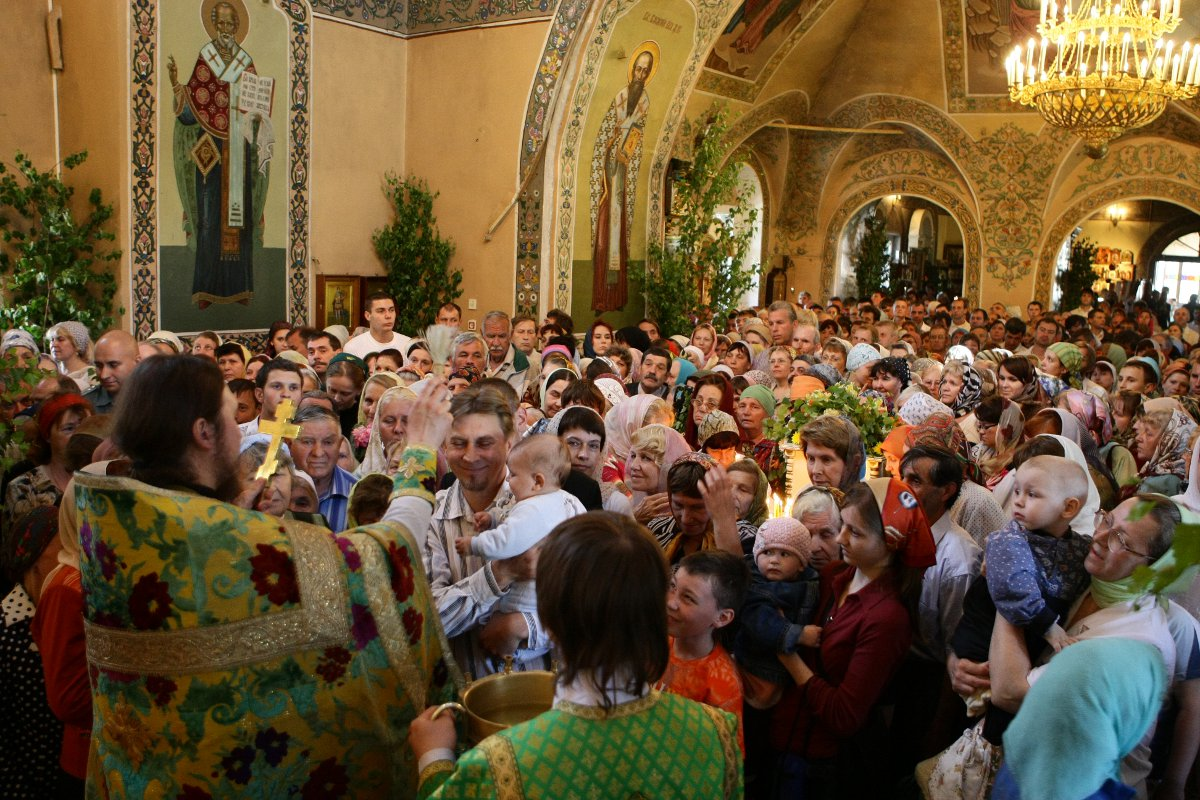
Église orthodoxe russe

Avant le Xe siècle, les Russes étaient adeptes de la mythologie slave avec des divinités comme Péroun et Vélès pour la foudre, la tempête et la guerre, Khors pour le soleil, Dajbog pour le temps, Stribog pour le vent, Jiva, Mokoch et Simargl, pour la fertilité de la terre, des végétaux, des animaux et des humains, Svantovit et Tchernobog pour les punitions et les enfers, et les nymphes roussalka, wili ou vodník pour les eaux et les enchantements.
Si, dans les campagnes, les contes traditionnels et certaines traditions populaires, on trouve encore trace de ces anciennes croyances et rituels, c'est la tradition chrétienne orthodoxe russe qui, historiquement et culturellement, domine chez les Russes en tant que trait identitaire, mais cela n'implique pas que tous les Russes soient pratiquants ou même croyants. L'Église orthodoxe russe a joué un rôle important dans l'histoire du pays et dans la culture russe. Dans d'autres pays, les croyants russes appartiennent généralement aux congrégations orthodoxes locales, autonomes mais canoniquement subordonnées au Patriarcat de Moscou et de toute la Russie (à l'exemple de l'Église orthodoxe ukrainienne du Patriarcat de Moscou), ou ayant une origine historique russe (comme l'Église orthodoxe en Amérique ou une Église orthodoxe russe hors frontières).
Quelques minorités d'origine russe ou vivant en Russie sont des Vieux Croyants : un groupe numériquement faible de l'orthodoxie russe qui a rejeté les réformes liturgiques introduites au XVIIe siècle.
La fréquentation des églises russes aujourd'hui est relativement faible car pendant l'ère soviétique, toutes les pratiques religieuses ont fortement diminué, toute forme de prosélytisme étant interdite et sévèrement punie, de très nombreuses églises étant fermées au culte et affectées à d'autres usages ou bien démolies, et l'athéisme étant officiellement enseigné et favorisé, particulièrement dans la période de l'entre-deux-guerres.
Les autres religions ont des représentations négligeables parmi les Russes d'origine : voir catégorie:Religion en Russie.

## Émergence de l'ethnicité russe
À partir du XIIe siècle et jusqu'au XVIe siècle, des Slaves connus comme « Pomors » migrèrent des bassins du haut-Dniepr et du haut-Don vers l'actuelle Russie centrale et du nord, s'établissant dans les bassins de la Haute-Volga, de la Petchora, de l'Oka, de la Viatka, de la Dvina septentrionale et jusque sur les côtes de la mer Blanche, assimilant ou encerclant des tribus finno-ougriennes.

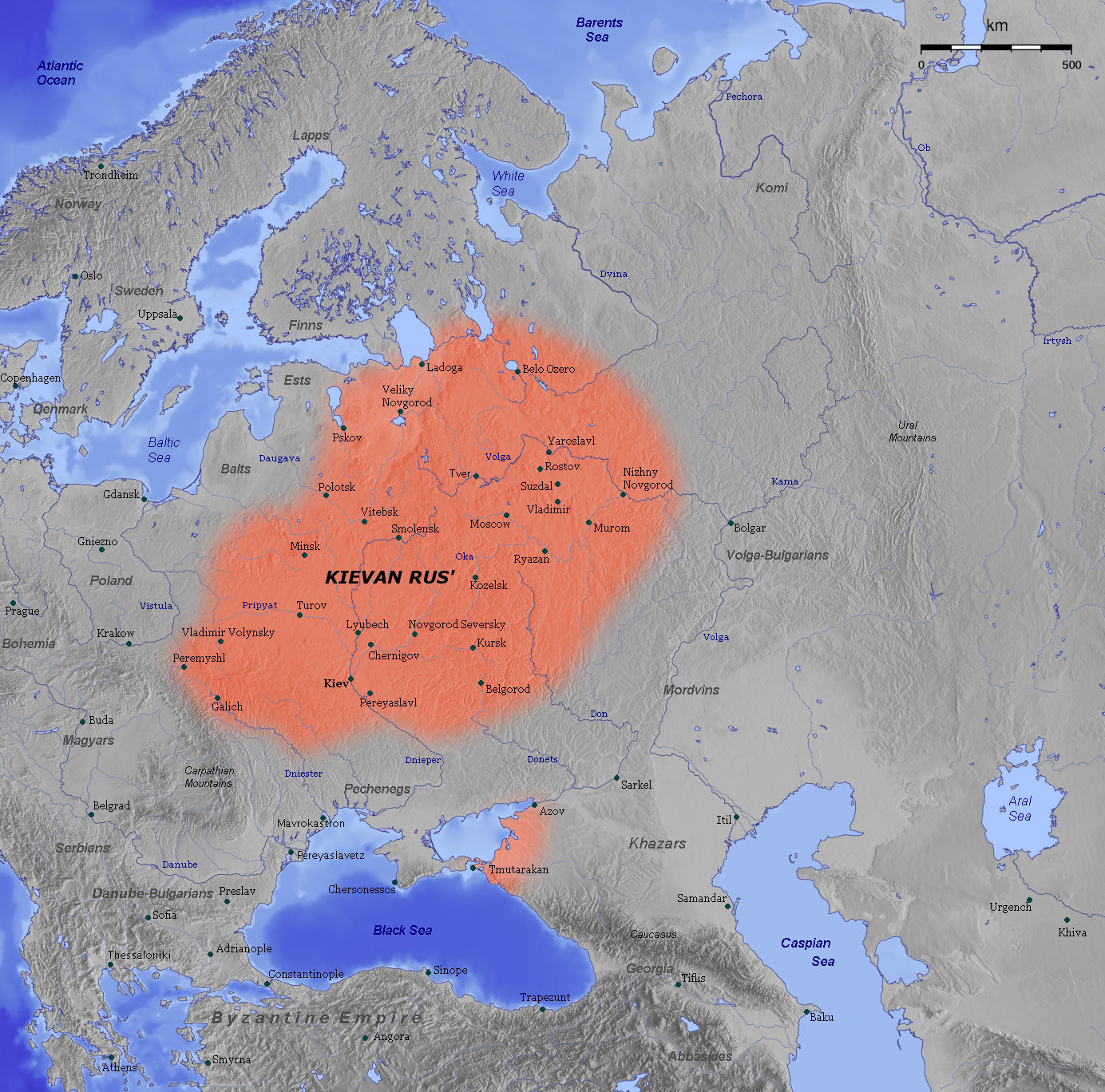
La Rous' kiévienne au milieu du Xe siècle

Avant le XVe siècle, on appelait assez indistinctement tous les slaves de l'Est « Russes » (Ρώσοι / rốsoi, Russii, Reußen, Russians, Russiens, Ruthènes, Russins...) puis des distinctions apparaissent :
- « Grands-Russes », « Grands-Russiens » ou « Vélikorusses » par traduction de Великороссы (sujets de la Moscovie et des principautés voisines réunies à celle-ci en un tsarat de Russie, dont le souverain porta alors le titre de Tsar de toutes les Russies) ;
- « Petits-Russes » « Petits-Russiens » ou « Malorusses » par traduction de Малороссы (sujets du royaume de Pologne, du royaume de Hongrie, de la principauté de Moldavie ou du Khanat de Crimée, puis de l'empire des Habsbourg et aussi du sud de l'Empire russe) ;
- « Blancs-Russes », « Blancs-Russiens » ou « Biélorusses » par traduction de Белороссы (sujets du grand-duché de Lituanie, de la république des Deux Nations puis de l'ouest de l'Empire russe).

Résultat des migrations et des conquêtes russes (suivant l'effondrement de la domination de la Horde d'or des Mongols aux XVe et XVIe siècles, puis du Khanat de Crimée aux XVIIe et XVIIIIe siècles), les Russes colonisèrent des régions du bas-Dniepr, du bas-Don, de la basse-Volga, de l'Oural et du Caucase du Nord, assimilant ou encerclant des tribus finno-ougriennes, caucasiennes ou turques. Entre le XVIIe et le XIXe siècle, les émigrants « Grands-Russes » s'installèrent dans les contrées faiblement peuplées du nord-est de la Russie européenne, assimilant ou encerclant les petits peuples du Nord de la Russie et les peuples indigènes de Sibérie.
Devenues obsolètes, les dénominations de « Grands-Russes », « Grands-Russiens » ou « Vélikorusses » ont été remplacées par « Russes » ; celles de « Petits-Russes », « Petits-Russiens » ou « Malorusses » par « Ukrainiens » (localement « Ruthènes », « Russins », « Rusyns » ou « Houtsoules » dans certaines régions d'Ukraine occidentale), et celles de « Blancs-Russes » ou « Blancs-Russiens » par « Biélorusses » (qu'il ne faut pas confondre avec les « Russes blancs » tzaristes qui sont une catégorie politique par opposition aux « Russes rouges » bolcheviks et aux « Russes noirs » anarcho-communistes, qui en fait étaient en majorité ukrainiens).

## Discrimination des Russes auxXXeetXXIesiècles
Selon le journal de l'Académie des sciences de Russie, le fait que les ethnies majoritaires dans les anciennes républiques soviétiques devenues indépendantes, aient adopté leurs propres langues comme langues officielles et d'enseignement à la place du russe, qu'elles aient demandé aux Russes locaux d'apprendre ces langues locales et aient exigé d'eux qu'ils les maîtrisent pour accéder à la citoyenneté et aux fonctions publiques (alors qu'auparavant, le russe etait exigé en tant que язык межнационального общения, « langue de communication interethnique ») est une « oppression quasi-omniprésente des Russes ». Ce serait aussi le cas dans certaines entités administratives de Russie, et cela constituerait « un état critique de l'ethnie russe »,.
À la fin des années 1980 et au début des années 1990 en Russie est apparu ce que l'on appelle « un boom de l'ethnicité », qui s'est manifesté par une vague de sentiments xénophobes et de nationalisme parmi les représentants des groupes non-russes envers la minorité dominante des Russes dans les républiques du Caucase Nord, en Yakoutie, au Bachkortostan, au Tatarstan et autres. Cela aurait conduit à une discrimination de la population russe ou russophone, et à son exode vers les autres régions.
La manifestation la plus visible d'un tel nationalisme a été l'inversion des critères des nominations officielles dans les républiques nationales au sein de la Russie. Alors qu'auparavant, les Russes étaient mieux éduqués, mieux formés et prédominants dans les instances dirigeantes, logistiques et économiques, depuis la dislocation de l'URSS, partout dans ces régions la couche supérieure de l'administration est composée presque exclusivement de représentants des nations locales (dites « titulaires » à l'époque soviétique),. Le même problème se pose lors de l'entrée à l'université. Dans un certain nombre de républiques nationales a eu lieu de facto une « indigénisation » (korenizatsia) de l'école avec éviction de la langue russe et l'enseignement en langues des nations titulaires.
Quasiment dans chaque république nationale, il existe des personnes qui considèrent les Russes comme des colons et des envahisseurs, et présentent l'ensemble du peuple russe « sous un jour sombre ». Par exemple, des membres du Centre public tatare ont combattu aux côtés des séparatistes tchétchènes. Ils ont également détruit en 2003 une chapelle à Naberejnye Tchelny. Les tribunaux locaux justifient généralement de tels actes. Au Tatarstan, les permis de construction d'églises et chapelles orthodoxes sont obtenus avec le plus grand mal. Au Bachkortostan, les candidats bachkirs à la maîtrise et au doctorat sont prioritaires.
Selon l'évaluation des experts du Bureau des droits de l'Homme à Moscou, la région avec le plus de russophobie est le Caucase Nord, et avant tout la Tchétchénie. De 1991 à 1993, la population russophone a été massivement « chassée » de Tchétchénie, par des actes de violence. D'après le journal « Izvestia », à la suite du nettoyage ethnique en Tchétchénie de 1991 à 1994, 20 000 personnes ont été tuées et 250 000 ont quitté la république. En 2005, un groupe pilote d'anciens habitants russes de Grozny a adressé au président de Russie une lettre ouverte en demandant de reconnaître officiellement la réalité du nettoyage ethnique de masse en Tchétchénie entre 1991 et 1994. Les auteurs de la lettre ont qualifié le régime de Doudaïev de fasciste et ont accusé les autorités de Russie de tentative de dissimulation de la réalité du génocide.

## Anthropologie physique et génétique
Les indices anthropologiques des Russes ont été étudiées de manière détaillée.
Les populations russes apparaissent comme étant assez homogènes sur le plan anthropologique. Les valeurs moyennes du groupe coïncident avec les valeurs centrales d'Europe de l'Ouest ou s'en écartent, tout en restant dans les limites de variation des groupes occidentaux.
Les indices suivants distinguent les populations russes des populations d'Europe de l'Ouest :
- Les châtains prédominent sur les blonds et les bruns, les couleurs des yeux tels que le bleu, le gris, le vert prédominent.
- Croissance moyenne des sourcils et de la barbe ;
- Largeur modérée du visage ;
- Prépondérance du profil moyen horizontal et d'une racine du nez moyenne-haute ;
- Moindre inclinaison du front et développement plus faible de l'arcade sourcilière.

L'absence de l'épicanthus est caractéristique de la population russe. Parmi plus de 8 500 Russes de sexe masculin examinés, l'épicanthus a été identifié chez 12 personnes, qui plus est seulement à un état embryonnaire. L'épicanthus est tout aussi rare parmi la population de l'Allemagne.
Selon les résultats des études, l'on distingue deux groupes de populations russes. Dans l'étude russe de 2011, les données suivantes sont citées. D'après les données concernant le polymorphisme du chromosome Y, les populations du Nord russe font partie d'un vaste cluster « du Nord » avec les populations des Russes de Vologda, Baltes (Lettons et Lituaniens), peuples finnophones (Komis, Finnois, Estoniens et un groupe synthétique de Caréliens, Vepses et Ijoriens), ainsi que les Suédois germanophones. Cependant, la similitude avec les Baltes est davantage prononcée qu'avec les peuples finno-ougriens. Cette similitude est constante pour toutes les populations du Nord russe (mais le degré de similitude avec les peuples finno-ougriens est différent). Selon le génome mitochondrial, les Russes du Nord ont une similitude avec les fonds génétiques de la moitié Nord de l'Europe (Norvégiens, Allemands, Suédois, Polonais, Lituaniens, Irlandais, Écossais). Les autres populations russes font partie du même cluster que les Suédois, Estoniens, Lettons, Biélorusses, Ukrainiens, Tchèques, Slovaques, Hongrois. Le fonds génétique mitochondrial des peuples tels que les Finnois, Caréliens, Komis, Mordves et Maris s'est avéré être éloigné au maximum des Russes du Nord. L'étude des marqueurs autosomiques rapproche également les Russes du Nord des autres peuples européens et met en doute la strate migratoire finno-ougrienne au sein du fonds génétique russe du Nord. Ces données permettent d'émettre l'hypothèse de la conservation sur ces territoires du substrat paléo-européen antique qui a éprouvé les migrations intenses des tribus slaves de l'Antiquité. Selon les résultats des études des marqueurs du chromosome Y, le groupe central méridional, auquel appartient la majorité écrasante des populations russes, fait partie du même cluster que les Biélorusses, Ukrainiens et Polonais,. Selon les résultats de l'étude des marqueurs mitochondriaux ainsi que des marqueurs autosomiques, les Russes sont similaires aux autres populations d'Europe centrale et orientale. Une grande unité des marqueurs autosomiques des populations slaves orientales a été révélée, de même que leur différence significative avec les peuples voisins baltes, finno-ougriens, turcs d'Asie centrale et caucasiens du Nord.
Au sein des populations russes, l'on remarque une fréquence extrêmement faible de caractères génétiques caractéristiques des populations mongoloïdes. Les fréquences des marqueurs eurasiens de l'Est chez les Russes correspondent aux marqueurs moyens en Europe.

## À l'extérieur de la Russie
L'ensemble des populations russophones et/ou d'origine russe vivant hors des frontières de la Russie compte environ 15 000 000 personnes. Cet ensemble est très disparate :
- par les origines (certaines populations sont issues de Russie même, d'autres ont différentes origines mais ont été russifiées soit sur place, là où elles vivaient initialement, soit par transplantation dans d'autres régions où le russe était la langue de communication entre les divers peuples comme au Kazakhstan par exemple) ;
- par l'ancienneté (certaines diasporas datent du XVIIe siècle, d'autres sont postérieures à 1940) ;
- par le nombre et la proportion de russophones dans le pays concerné (25 % au Kazakhstan, entre 10 % et 20 % dans la plupart des anciennes républiques soviétiques qui sont aussi d'anciennes provinces de l'Empire russe, mais beaucoup moins dans les autres pays) ;
- par le motif de leur dispersion (recherche de fourrures par les trappeurs et recherche de ressources minérales par les prospecteurs de l'Oural jusqu'en Alaska ; colonisation démographique et établissement de communautés cosaques sous l'Empire russe des tsars ; expatriation religieuse comme dans le cas des Doukhobors ou des Lipovènes ; expatriation économique, notamment aux États-Unis ; expatriation culturelle d'intellectuels, artistes ou scientifiques fuyant la pensée unique, notamment vers l'Europe occidentale ; expatriation politique des Russes blancs, des ruraux persécutés comme « koulaks », des rescapés du Holodomor, des purges, des répressions ; colonisation démographique, déportation et assignation à résidence dans de nouvelles régions pendant l'ère soviétique).
- Aux États-Unis, l'immigration russe commença à partir de 1845, et connut les plus forts taux d'immigrations entre 1880 et 1922. Si de nos jours, divers recensements indiquent quelque 3 millions d'Américains d'origine russe, les chiffres seraient dans les faits plus élevés : ils s'expliquent par le rejet du communisme et de la guerre froide, entre 1945 et 1992, mais aussi par l'assimilation à la culture américaine. Évoquer par exemple les descendants des Russes en Alaska est un sujet difficile pour les généalogistes. En sachant que lors des recensements, aux élections, il y a souvent 50 % des Américains qui ne votent pas, n'indiquant ainsi aucune information sur des origines ethniques, la CIA estime qu'il y aurait entre 6 millions et 9 millions de citoyens américains ayant des origines ethniques[réf. nécessaire] russes, en 2010. Mais les mariages inter-ethniques et l'assimilation rendent toutes statistiques très difficiles.

Les plus grandes communautés russes vivent dans les républiques anciennement soviétiques, comme l’Ukraine (environ 8 millions, Crimée comprise), le Kazakhstan (environ 4 millions), la Biélorussie (environ 1 million), l’Ouzbékistan (environ 700 000), Lettonie (environ 700 000), Kirghizistan (environ 600 000) et la Moldavie (environ 500 000). Il y a aussi de petites communautés russes dans les Balkans principalement en Serbie (environ 5000), dans les nations de l'Europe centrale et orientale comme la Tchéquie, et dans d'autres régions du monde, comme en Chine et en Amérique latine. Ces communautés s’identifient elles-mêmes à la fois comme russes et comme citoyennes de ces pays, à des degrés divers.